# Język whitesands
Język whitesands (a. whitsands), także: tanna, napuanmen, nirak – język austronezyjski z grupy języków oceanicznych, używany na wschodnim wybrzeżu wyspy Tanna, należącej do państwa Vanuatu. Według danych z 2001 r. posługuje się nim 8 tys. osób.
Serwis Ethnologue wyróżnia dwa dialekty: weasisi, lometimeti. „Weasisi” (a. waesisi, wassisi) to nazwa jednej z wsi w tym regionie. Bywa także przytaczana jako nazwa samego języka.
Jest zapisywany alfabetem łacińskim.